# Hôn nhân cùng giới ở Phần Lan
Hôn nhân cùng giới (tiếng Phần Lan: samaa sukupuolta olevien avioliitto; Tiếng Thụy Điển: samkönat äktenskap) đã được hợp pháp tại Phần Lan kể từ ngày 1 tháng 3 năm 2017. Dự luật hợp pháp hóa các cuộc hôn nhân như vậy đã được Quốc hội Phần Lan phê chuẩn vào ngày 12 tháng 12 năm 2014 và được tổng thống Sauli Niinistö ký vào ngày 20 tháng 2 năm 2015. Luật có hiệu lực vào ngày 1 tháng 3 năm 2017.

Trước đây, từ năm 2002 đến 2017, các quan hệ đối tác đã đăng ký (tiếng Phần Lan: rekisteröity parisuhde; Tiếng Thụy Điển: registerrerat Partnerskap) đã có sẵn cho các cặp cùng giới, cung cấp các quyền và trách nhiệm tương tự như hôn nhân cho các cặp đôi khác giới, ngoại trừ, ví dụ: quyền nhận con nuôi và quyền có họ.